# Jamaica op de Olympische Winterspelen 1994
Tijdens de Olympische Winterspelen van 1994, die in Lillehammer (Noorwegen) werden gehouden, nam Jamaica voor de derde keer deel.

## Deelnemers en resultaten
(m) = mannen, (v) = vrouwen 

### Bobsleeën
| Olympiër                                             | Discipline              | Resultaat | Prestatie                                          |
| ---------------------------------------------------- | ----------------------- | --------- | -------------------------------------------------- |
| Dudley Stokes Wayne Thomas                           | 2-mansbob (m) Jamaica I | dq-4      | diskwalificatie run 4 (53,59 / 53,81 / 53,76 / dq) |
| Dudley Stokes Winston Watt Chris Stokes Wayne Thomas | 4-mansbob (m) Jamaica I | 14e       | 3.29,96 (+2,18) (52,50 / 52,56 / 52,39 / 52,51)    |

Amerikaanse Maagdeneilanden · Amerikaans-Samoa · Andorra · Argentinië · Armenië · Australië · België · Bermuda · Bosnië en Herzegovina · Brazilië · Bulgarije · Canada · Chili · China · Chinees Taipei · Cyprus · Denemarken · Duitsland · Estland · Fiji · Finland · Frankrijk · Georgië · Griekenland · Groot-Brittannië · Hongarije · IJsland · Israël · Italië · Jamaica · Japan · Kazachstan · Kirgizië · Kroatië · Letland · Liechtenstein · Litouwen · Luxemburg · Mexico · Moldavië · Monaco · Mongolië · Nederland · Nieuw-Zeeland · Noorwegen · Oekraïne · Oezbekistan · Oostenrijk · Polen · Portugal · Puerto Rico · Roemenië · Rusland · San Marino · Senegal · Slovenië · Slowakije · Spanje · Trinidad en Tobago · Tsjechië · Turkije · Verenigde Staten · Wit-Rusland · Zuid-Afrika · Zuid-Korea · Zweden · Zwitserland